# Interlingua
Het Interlingua is een internationale hulptaal (wetenschappelijke naam plantaal, zie ook interlinguïstiek) bedoeld voor neutrale internationale communicatie. 
Het Interlingua wordt ook wel Interlingua de IALA genoemd om verwarring te voorkomen met het Latino sine flexione, dat ook wel bekend staat onder de naam Interlingua de Peano, en het Interlingue, dat oorspronkelijk Occidental heette.
Qua aantal sprekers neemt het onder de plantalen een tweede of derde plaats in na het Esperanto (de andere taal is Ido). Het Interlingua onderscheidt zich door een intuïtief te leren woordenschat.

## Internationale woordenschat
De woordenschat en de grammatica zijn voornamelijk afgeleid van vijf talen: Frans, Italiaans, Portugees, Spaans en Engels.
De gemeenschappelijke taalerfenis van Europa en van de Amerikaanse continenten, anders gezegd, de woordenschat die daar gemeenschappelijk voorkomt, is voor het overgrote deel van Griekse en Latijnse oorsprong. Dit is omdat het Grieks en Latijn, zo'n drieduizend jaar lang de bepalende talen van wetenschap en religie zijn geweest. Ook het Nederlands heeft duizenden woorden aan deze klassieke talen ontleend.
In 1924 werd de International Auxiliary Language Association (IALA) opgericht met als doel het vinden van een zo neutraal mogelijke internationale hulptaal. Drijvende kracht achter de verdere ontwikkelingen sinds 1933 was Alexander Gode. In het begin werden al bestaande ontwerpen zoals het Esperanto met elkaar vergeleken, maar uiteindelijk werd voor een andere koers gekozen, omdat een internationale taal niet hoeft te worden uitgevonden, maar in aanleg al aanwezig is, en wel in de vorm van deze in de Europese talen verborgen Grieks-Latijnse woordenschat. Zij kan er stelselmatig uit gedistilleerd worden. 

## Vaste methodiek
In 1951 werd door door de IALA de Interlingua-English Dictionary (IED) gepubliceerd, een wetenschappelijk onderbouwde woordenschat voor de internationale taal, die het begin vormt van het Interlingua zoals we dat nu kennen. Daarnaast werd een op het Engels en de Romaanse talen gebaseerde, vereenvoudigde grammatica gepubliceerd. Daarmee was het project van IALA voltooid. De taal heeft zich daarna echter voortdurend verder ontwikkeld, en tienduizenden andere internationale woorden zijn sindsdien door Interlingua-sprekers volgens de door IALA ontworpen (en in de IED uiteengezette) methodiek afgeleid. 
Een voorbeeld:
Het feit dat Interlingua volgens een bepaalde methode is afgeleid van natuurlijke talen, en niet is ontworpen volgens de intuïtie of smaak van één of meer personen, betekent dat Interlingua geen kunsttaal is in de klassieke zin van het woord. Interlingua houdt namelijk juist die natuurlijke elementen vast die internationaal zijn, en geen andere – en komt dus over als een natuurlijke en tegelijk zeer makkelijk te begrijpen en te leren taal. (Als voorbeeld zie je hier de vertaling.)
is in vertaling:
Le facto que Interlingua es derivate secundo un methodo fixe, extense e objective, e non es designate secundo le intuition o gusto de un o plus personas, significa que Interlingua non es un lingua artificial in le senso classic del parola. Nam Interlingua retene omne elementos natural que es international, e da ergo le impression de un lingua natural e simultaneemente multo facile a comprender e apprender. (Como exemplo, tu vide hic le traduction.)

## Sprekers
Het is niet met zekerheid te zeggen hoeveel personen Interlingua spreken. Interlingua is naar verluidt de meest gesproken naturalistische plantaal.
Het grootste voordeel van Interlingua is dat het de meest begrepen internationale hulptaal ter wereld is. Een achtergrond in een Romaanse taal (en mensen met een hoog niveau aan kennis van Engels) kunnen de taal lezen en begrijpen zonder enige voorgaande studie/training.

## Gebruik
Interlingua is wetenschappelijk gebruikt als een taal voor samenvattingen en rapporten in conferenties en publicaties, vooral op het gebied van de geneeskunde. 
Interlingua is de enige voertaal in de Interlingua-conferenties die ieder jaar gehouden worden, en er is uitgebreide correspondentie in het Interlingua in verscheidene internetfora. Buiten deze gebieden wordt de taal echter niet veel gebruikt.
Door de Anglo-Romaanse inslag van de vereenvoudigde grammatica kunnen vooral sprekers van een Romaanse taal Interlingua onmiddellijk begrijpen, waardoor voor bijvoorbeeld Noord-Europeanen de mogelijkheid ontstaat middels een snel en makkelijk te leren taal met Romaanstaligen te communiceren die geen of niet goed Engels spreken.